# Stazione di Guidonia-Montecelio-Sant’Angelo
Stazione di Guidonia-Montecelio-Sant'Angelo vasútállomás Olaszországban, Guidonia Montecelio településen.

## Vasútvonalak
Az állomást az alábbi vasútvonalak érintik:
- Róma–Sulmona–Pescara-vasútvonal

## Kapcsolódó állomások
A vasútállomáshoz az alábbi állomások vannak a legközelebb:
- Stazione di Marcellina-Palombara (Stazione di Tivoli, FL2)
- Stazione di Bagni di Tivoli (Stazione di Roma Tiburtina, FL2)